# Chbar Ampov Pir
Chbar Ampov Pir es una comuna (khum) del distrito de Meanchey, en la provincia de Nom Pen, Camboya. En marzo de 2008 tenía una población estimada de 24 879 habitantes.
Se encuentra ubicada junto a los ríos Mekong y Bassac, al sur del lago Sap (Tonlé Sap).